# Thomas Dubielzig
Thomas Dubielzig ist ein ehemaliger deutscher Boxer.

## Werdegang
1980 wurde er im Halbfliegengewicht deutscher Amateur-Vizemeister. Dubielzig gewann 1981, 1982, 1983, 1984 und 1985 in derselben Gewichtsklasse jeweils die deutsche Boxmeisterschaft der Amateure. 1986 wurde die deutsche Meisterschaft dieser Gewichtsklasse nicht ausgetragen, da es in Person von Dubielzig nur eine Teilnahmemeldung gab. Im Juni 1987 erlitt der für den VfL Wolfsburg antretende Boxer einen Arbeitsunfall, der eine rund viermonatige Trainingspause nötig machte. Trotz kurzer Vorbereitungszeit nahm er an der Deutschen Meisterschaft 1987 teil, dort verlor er entkräftet das Halbfinale. Er nahm an internationalen Vergleichskämpfen teil.